# Världsmästerskapen i friidrott 1991
Världsmästerskapen i friidrott 1991
De tredje världsmästerskapen i friidrott genomfördes 23 augusti – 1 september 1991 i Tokyo i Japan. 
Vid tävlingarna sattes 
- Tre världsrekord:
  - 100 m herrar – Carl Lewis (9,86),  Förenta staterna
  - Längdhopp herrar – Mike Powell (8,95),  Förenta staterna
  - 4 x 100 m herrar -  Förenta staterna (37,50)

- samt två europarekord:
  - 100 m herrar - Linford Christie (9,92),  Storbritannien
  - 4 x 400 m herrar –  Storbritannien (2,57,53)

## Medaljörer och resultat

### Herrar
| Gren               | Guld                                                                  | Resultat      | Silver                                                                         | Resultat | Brons                                                                       | Resultat |
| 100 meter          | Carl Lewis, Förenta staterna                                          | 9,86 (WR)     | Leroy Burrell, Förenta staterna                                                | 9,88     | Dennis Mitchell, Förenta staterna                                           | 9,91     |
| 200 meter          | Michael Johnson, Förenta staterna                                     | 20,01 (CR)    | Franck Fredericks, Namibia                                                     | 20,34    | Atlee Mahorn, Kanada                                                        | 20,49    |
| 400 meter          | Antonio Pettygrew, Förenta staterna                                   | 44,57         | Roger Black, Storbritannien                                                    | 44,62    | Danny Everett, Förenta staterna                                             | 44,63    |
| 800 meter          | Billy Konchellah, Kenya                                               | 1.43,99       | José Luíz Barbosa, Brasilien                                                   | 1.44,24  | Mark Everett, Förenta staterna                                              | 1.44,67  |
| 1 500 meter        | Noureddine Morceli, Algeriet                                          | 3.32,84 (CR)  | Wilfred Kirochi, Kenya                                                         | 3.34,84  | Hauke Fuhlbrügge, Tyskland                                                  | 3.35,28  |
| 5 000 meter        | Yobes Ondieki, Kenya                                                  | 13.14,45 (CR) | Fita Bayisa, Etiopien                                                          | 13.16,64 | Brahim Boutayeb, Marocko                                                    | 13.22,70 |
| 10 000 meter       | Moses Tanui, Kenya                                                    | 27.38,74      | Richard Chelimo, Kenya                                                         | 27.39,41 | Khalid Skah, Marocko                                                        | 27.41,74 |
| Maraton            | Hiromi Taniguchi, Japan                                               | 2:14.57       | Ahmed Salah, Djibouti                                                          | 2:15.26  | Steve Spence, Förenta staterna                                              | 2:15.36  |
| 100 meter häck     | Greg Foster, Förenta staterna                                         | 13,06 (CR)    | Jack Pierce, Förenta staterna                                                  | 13,06    | Tony Jarrett, Storbritannien                                                | 13,25    |
| 400 meter häck     | Samuel Matete, Zambia                                                 | 47,64         | Winthrop Graham, Jamaica                                                       | 47,74    | Kriss Akabussi, Storbritannien                                              | 47,86    |
| 3 000 meter hinder | Moses Kiptanui, Kenya                                                 | 8.12,59       | Patrick Sang, Kenya                                                            | 8.13,44  | Azzedine Brahmi, Algeriet                                                   | 8.15,54  |
| 4 x 100 meter      | Förenta staterna Andre Cason Leroy Burrell Dennis Mitchell Carl Lewis | 37,50 (WR)    | Frankrike Max Morinière Daniel Sangouma Jean-Charles Trouabal Bruno Marie-Rose | 37,87    | Storbritannien Tony Jarrett John Regis Darren Braithewaite Linford Christie | 38,09    |
| 4 x 400 meter      | Storbritannien Roger Black Derek Redmond John Regis Kriss Akabussi    | 2.57,53 (ER)  | Förenta staterna Andrew Valmon Quincy Watts Danny Everett Antonio Pettygrew    | 2.57,57  | Jamaica Patrick O’Connor Devon Morris Winthrop Graham Seymor Fagan          | 3.00,10  |
| 20 km gång         | Maurizio Damilano, Italien                                            | 1:19.37 (CR)  | Michail Sjtjennikov, Sovjetunionen                                             | 1:19.46  | Jaŭhen Misjulja, Sovjetunionen                                              | 1:20.22  |
| 50 km gång         | Aleksandr Potasjov, Sovjetunionen                                     | 3:53.09       | Andrej Perlov, Sovjetunionen                                                   | 3:53.09  | Hartwig Gauder, Tyskland                                                    | 3:55.14  |
| Längdhopp          | Mike Powell, Förenta staterna                                         | 8,95 (WR)     | Carl Lewis, Förenta staterna                                                   | 8,91     | Larry Myricks, Förenta staterna                                             | 8,42     |
| Höjdhopp           | Charles Austin, Förenta staterna                                      | 2,38 (CR)     | Javier Sotomayor, Kuba                                                         | 2,36     | Hollis Conway, Förenta staterna                                             | 2,36     |
| Tresteg            | Kenny Harrison, Förenta staterna                                      | 17,78         | Leonid Volosjin, Sovjetunionen                                                 | 17,75    | Mike Conley, Förenta staterna                                               | 17,62    |
| Stavhopp           | Sergej Bubka, Sovjetunionen                                           | 5,95 (CR)     | István Bagyula, Ungern                                                         | 5,90     | Maksim Tarasov, Sovjetunionen                                               | 5,85     |
| Kulstötning        | Werner Günthör, Schweiz                                               | 21,67         | Lars Arvid Nilsen, Norge                                                       | 20,75    | Aleksandr Klimenko, Sovjetunionen                                           | 20,34    |
| Diskuskastning     | Lars Riedel, Tyskland                                                 | 66,20         | Erik de Bruin, Nederländerna                                                   | 65,82    | Attila Horváth, Ungern                                                      | 65,32    |
| Släggkastning      | Jurij Sedych, Sovjetunionen                                           | 81,70         | Igor Astapkovitj, Sovjetunionen                                                | 80,94    | Heinz Weis, Tyskland                                                        | 80,44    |
| Spjutkastning      | Kimmo Kinnunen, Finland                                               | 90,82 (CR)    | Seppo Räty, Finland                                                            | 88,12    | Uladzimir Sasimovitj, Sovjetunionen                                         | 87,08    |
| Tiokamp            | Dan O’Brien, Förenta staterna                                         | 8 812 (CR)    | Mike Smith, Kanada                                                             | 8 549    | Christian Schenk, Tyskland                                                  | 8 394    |

### Damer
| Gren           | Guld                                                                                      | Resultat     | Silver                                                                             | Resultat    | Brons                                                              | Resultat                           |
| 100 meter      | Katrin Krabbe, Tyskland                                                                   | 10,99 (CR)   | Gwen Torrence, Förenta staterna                                                    | 11,03       | Merlene Ottey, Jamaica                                             | 11,06 (I kvartsfinalen 10,89 (CR)) |
| 200 meter      | Katrin Krabbe, Tyskland                                                                   | 22,09        | Gwen Torrence, Förenta staterna                                                    | 22,16       | Merlene Ottey, Jamaica                                             | 22,21                              |
| 400 meter      | Marie-José Pérec, Frankrike                                                               | 49,13        | Grit Breuer, Tyskland                                                              | 49,42 (WRJ) | Sandra Myers, Spanien                                              | 49,78                              |
| 800 meter      | Lilia Nurutdinova, Sovjetunionen                                                          | 1.57,50      | Ana Quirot, Kuba                                                                   | 1.57,55     | Ella Kovacs, Rumänien                                              | 1.57,58                            |
| 1 500 meter    | Hassiba Boulmerka, Algeriet                                                               | 4.02,21      | Tatjana Samolenko, Sovjetunionen                                                   | 4.02,58     | Ljudmila Rogatjova, Sovjetunionen                                  | 4.02,72                            |
| 3 000 meter    | Tatjana Samolenko, Sovjetunionen                                                          | 8.35,82      | Jelena Romanova, Sovjetunionen                                                     | 8.36,06     | Susan Sirma, Kenya                                                 | 8.39,41 (AfR)                      |
| 10 000 meter   | Liz Lynch-McColgan, Storbritannien                                                        | 31.14,31     | Zhong Huandi, Kina                                                                 | 31.35,08    | Wang Xiuting, Kina                                                 | 31.35,99                           |
| Maraton        | Wanda Panfil, Polen                                                                       | 2:29.53      | Sachiko Yamashita, Japan                                                           | 2:29.57     | Katrin Dörre-Heinig, Tyskland                                      | 2:30,10                            |
| 100 meter häck | Ludmila Narozjilenko, Sovjetunionen                                                       | 12,59        | Gail Devers, Förenta staterna                                                      | 12,63       | Natalia Hryhorjeva, Sovjetunionen                                  | 12,69                              |
| 400 meter häck | Tatjana Ledovskaja, Sovjetunionen                                                         | 53,11 (CR)   | Sally Gunnell, Storbritannien                                                      | 53,16       | Janeene Vickers, Förenta staterna                                  | 53,47                              |
| 4 x 100 meter  | Jamaica Dahlia Duhaney Juliet Cuthbert Beverly McDonald Merlene Ottey                     | 41,94        | Sovjetunionen Natalia Kovtun Galina Maltjugina Jelena Vinogradova Irina Privalova  | 42,20       | Tyskland Grit Breuer Katrin Krabbe Sabine Richter Heike Drechsler  | 42,33                              |
| 4 x 400 meter  | Sovjetunionen Tatjana Ledovskaja Ludmila Dzjigalova Olga Nazarova Olga Vladikina-Brizgina | 3.18,43 (CR) | Förenta staterna Rochelle Stevens Diane Dixon Jearl Miles-Clark Lillie Leatherwood | 3.20,15     | Tyskland Grit Breuer Katrin Krabbe Uta Rohländer Christine Wachtel | 3.21,25                            |
| 10 km gång     | Alina Ivanova, Sovjetunionen                                                              | 42.57 (CR)   | Madelein Svensson, Sverige                                                         | 43.13       | Sari Essayah, Finland                                              | 43.13                              |
| Höjdhopp       | Heike Henkel, Tyskland                                                                    | 2,05         | Jelena Jelesina, Sovjetunionen                                                     | 1,98        | Inga Babakova, Sovjetunionen                                       | 1,96                               |
| Längdhopp      | Jackie Joyner-Kersee, Förenta staterna                                                    | 7,32         | Heike Drechsler, Tyskland                                                          | 7,29        | Larisa Berezjnaja, Sovjetunionen                                   | 7,11                               |
| Kulstötning    | Huang Zhihong, Kina                                                                       | 20,83        | Natalja Lisovskaja, Sovjetunionen                                                  | 20,29       | Svetlana Kriveljova, Sovjetunionen                                 | 20,16                              |
| Diskuskastning | Zvetanka Christova, Bulgarien                                                             | 71,02        | Ilke Wyludda, Tyskland                                                             | 69,12       | Larisa Michailtjenko, Sovjetunionen                                | 68,26                              |
| Spjutkastning  | Xu Demei, Kina                                                                            | 68,78        | Petra Felke, Tyskland                                                              | 68,68       | Silke Renk, Tyskland                                               | 66,60                              |
| Sjukamp        | Sabine Braun, Tyskland                                                                    | 6 672        | Liliana Nastase, Rumänien                                                          | 6 493       | Irina Belova, Sovjetunionen                                        | 6 448                              |

## Förklaringar
- (WR) = Världsrekord
- (WRJ) = Världsrekord juniorer
- (ER) = Europarekord
- (AfR) = Afrikanskt rekord
- (AmR) = Amerikanskt rekord
- (AsR) = Asiatiskt rekord
- (CR) = Mästerskapsrekord

## Medaljfördelning
| Medaljfördelning |                               |      |        |       |        |
| Plats            | Land                          | Guld | Silver | Brons | Totalt |
| 1                | Sovjetunionen                 | 9    | 9      | 11    | 29     |
| 2                | Förenta staterna              | 10   | 8      | 8     | 26     |
| 3                | Tyskland                      | 5    | 4      | 8     | 17     |
| 4                | Kenya                         | 4    | 3      | 1     | 8      |
| 5                | Storbritannien och Nordirland | 2    | 2      | 3     | 7      |
| 6                | Kina                          | 2    | 1      | 1     | 4      |
| 7                | Algeriet                      | 2    | -      | 1     | 3      |
| 8                | Jamaica                       | 1    | 1      | 3     | 5      |
| 9                | Finland                       | 1    | 1      | 1     | 3      |
| 10               | Frankrike                     | 1    | 1      | -     | 2      |
|                  | Japan                         | 1    | 1      | -     | 2      |
| 12               | Bulgarien                     | 1    | -      | -     | 1      |
|                  | Italien                       | 1    | -      | -     | 1      |
|                  | Polen                         | 1    | -      | -     | 1      |
|                  | Zambia                        | 1    | -      | -     | 1      |
|                  | Schweiz                       | 1    | -      | -     | 1      |
| 17               | Kuba                          | -    | 2      | -     | 2      |
| 18               | Kanada                        | -    | 1      | 1     | 2      |
|                  | Ungern                        | -    | 1      | 1     | 2      |
|                  | Rumänien                      | -    | 1      | 1     | 2      |
| 21               | Etiopien                      | -    | 1      | -     | 1      |
|                  | Brasilien                     | -    | 1      | -     | 1      |
|                  | Sverige                       | -    | 1      | -     | 1      |
|                  | Djibouti                      | -    | 1      | -     | 1      |
|                  | Namibia                       | -    | 1      | -     | 1      |
|                  | Nederländerna                 | -    | 1      | -     | 1      |
|                  | Norge                         | -    | 1      | -     | 1      |
| 28               | Marocko                       | -    | -      | 2     | 2      |
| 29               | Spanien                       | -    | -      | 1     | 1      |